# ポンタルリエ
ポンタルリエ （Pontarlier）は、フランス、ブルゴーニュ＝フランシュ＝コンテ地域圏、ドゥー県のコミューン。
オー・ドゥー地方の商業、文化、観光の中心地で、標高800キロメートルを超えるポンタルリエは、ブザンソンに次いで2番目に国内で標高の高い場所にあるコミューンである。

## 地理
県の中央部東寄りにあるポンタルリエは、スイス国境から20キロメートルほどしか離れていない。ブザンソンの南東約60キロメートルの場所にある。
ラルモン山のふもとの高原に位置し、ドゥー川が流れる。

## 交通
ポンタルリエ駅には、パリ-ベルン間を走るTGVが毎日往復停車する。ポンタルリエ飛行場はコミューン西部にある。

## 語源

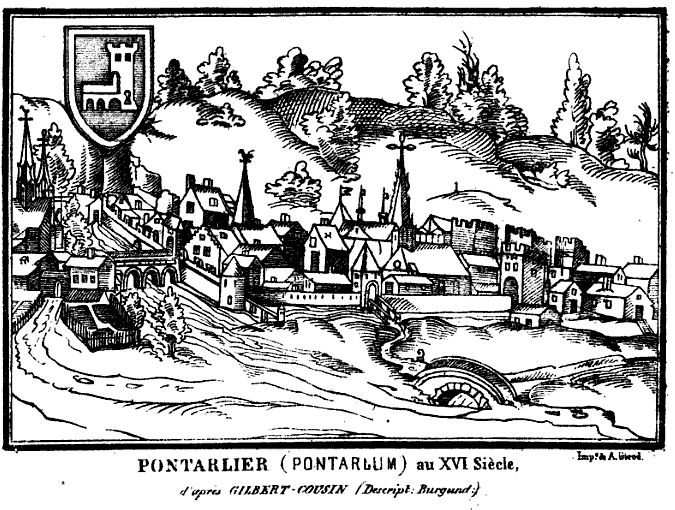
16世紀に描かれたポンタルリエ

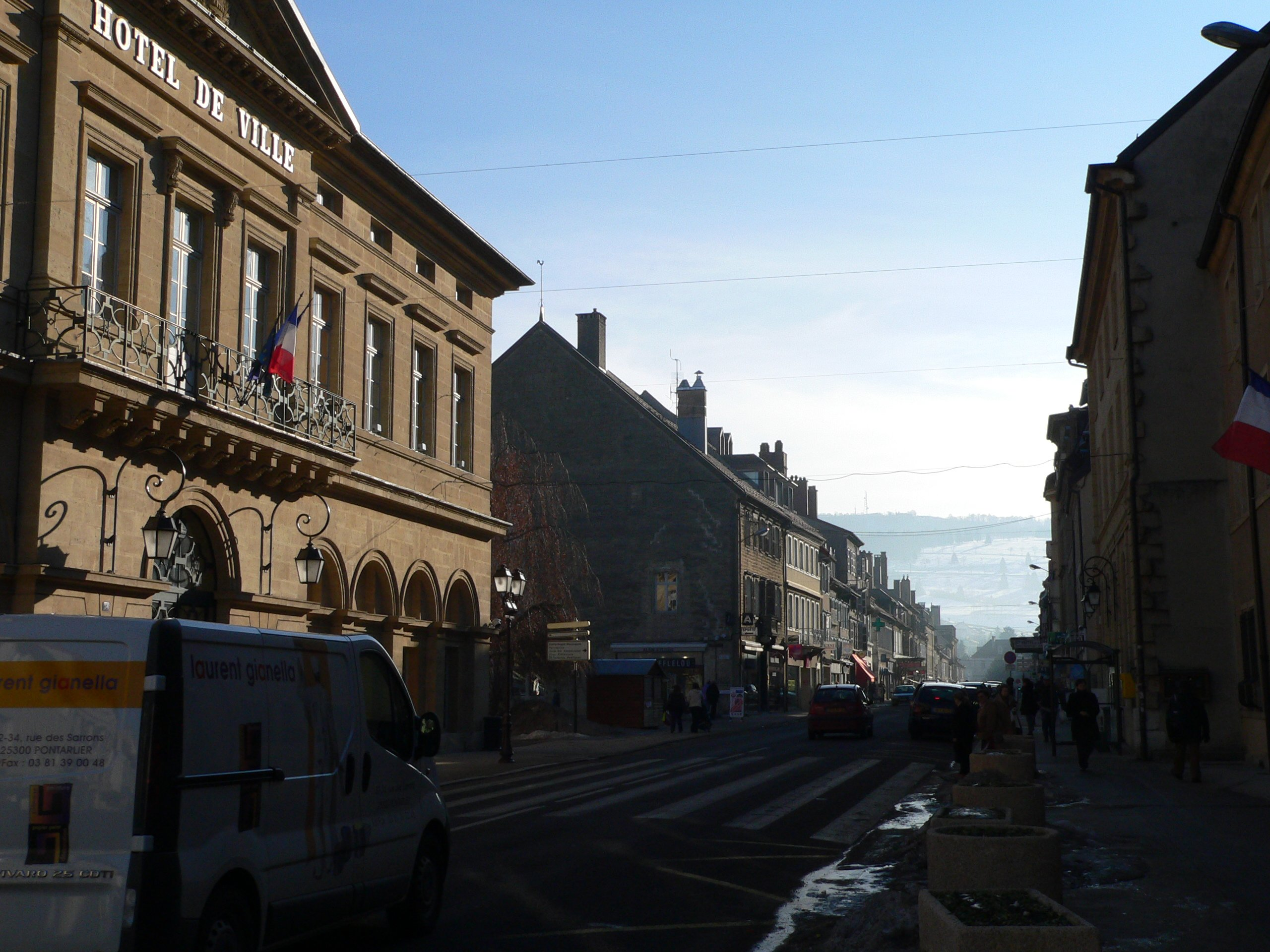
オテル・ド・ヴィル前の通り

ローマ時代に書かれたアントニヌス旅行記（en）によれば、ウルバ（現在はスイスのコミューン、オルブ）とウェソンティオ（ブザンソン）の中間にアリオリカ（Ariolica）があり、これがポンタルリエのこととされる。またアブロリカ（Abrolica）とも呼ばれた。ローマ時代に記された旅行記タブラ・ペウティンゲリアナによれば、Ariarica、AriolicaまたはAbiolicaと呼ばれていた。ガリア語ではアリオリカとは『崖の前の土地』を意味するが、湿地を意味するArelasに由来するとされる ·  · 。

## 歴史
中世のポンタルリエは、南北ヨーロッパをつなぐ貿易の軸上にあった。以降、ポンタルリエは対スイス国境の商業中心地であった。ポンタルリエから5キロメートル離れたジュー峡谷は、古代よりジュラ山脈を越える最初の峠であった。オー・ドゥー地方の他コミューン同様、ポンタルリエは十年戦争（fr、フランシュ＝コンテ支配をめぐるフランス＝スペインの戦争）においてフランスの侵略を受けなかった。1639年1月には占領され略奪を受けた。
ポンタルリエは1915年に禁止されるまで、アブサン酒の一大生産地であった。アブサンの中心地のようにみなされてきた。
第二次世界大戦中ドイツに占領され、解放されたのは1944年9月であった。

## 出身者
- ファブリス・ギー

## 姉妹都市
- ヴィリンゲン・シュヴェニンゲン、ドイツ
- サラウツ、スペイン
- イヴェルドン・レ・バン、スイス